# Birmensdorf
Birmensdorf is een gemeente en plaats in het Zwitserse kanton Zürich, en maakt deel uit van het district Dietikon.
Birmensdorf telt 5514 inwoners.